# Helmut Karl
Helmut Karl (* 10. September 1955 in Emmendingen) ist ein deutscher Wirtschaftswissenschaftler. Er ist seit 2002 Professor an der Ruhr-Universität Bochum für Wirtschaftslehre, insbesondere Wirtschaftspolitik, und Vorstandsvorsitzender des Ruhr-Forschungsinstituts für Innovations- und Strukturpolitik (RUFIS). In beiden Institutionen trat er jeweils die Nachfolge seines Doktorvaters Paul Klemmer an. Seit 2010 ist er Dekan der Wirtschaftswissenschaftlichen Fakultät der Ruhr-Universität Bochum.

## Leben
Karl studierte Wirtschaftswissenschaft an der Ruhr-Universität Bochum und erlangte 1986 seine Promotion. Während seiner Promotion war er Wissenschaftlicher Mitarbeiter am Lehrstuhl von Paul Klemmer. Von 1991 bis 1992 war er als Wissenschaftlicher Mitarbeiter beim Rheinisch-Westfälischen Institut für Wirtschaftsforschung (RWI) tätig. Seine Habilitation erfolgte 1992.
Mitte 1992 war er Hochschuldozent für Volkswirtschaftslehre an der Ruhr-Universität Bochum, wurde zum Sommersemester 1993 beurlaubt und folgte dem Ruf an die Georg-August-Universität Göttingen sowie an die Rheinische Friedrich-Wilhelms-Universität Bonn, jeweils für eine Universitätsprofessur für Umwelt- und Ressourcenökonomie.
An der Friedrich-Schiller-Universität Jena war er von 1996 bis 2002 Professor für Volkswirtschaftslehre, insbesondere Wirtschaftspolitik. Anschließend übernahm er zum Wintersemester 2002 die Professur am Lehrstuhl für Volkswirtschaftspolitik III an der Ruhr-Universität Bochum. Während dieser Zeit war er dort Mitglied im Direktorium des Instituts für Berg- und Energierecht (IBE) sowie des Direktoriums des Instituts für Entwicklungsforschung und Entwicklungspolitik (IEE).
Seit 2006 ist er Vorstandsmitglied des Ruhr-Forschungsinstituts für Innovations- und Strukturpolitik (RUFIS).
Seit seiner Emeritierung im August 2021 ist er als Seniorprofessor am Centrum für Umweltmanagement, Ressourcen und Energie (CURE) der Ruhr-Universität tätig.
Seine Forschungsschwerpunkte sind Wirtschaftspolitik, Regional- und Umweltökonomik.

## Publikationen
- mit Hans H. Eberstein: Handbuch der regionalen Wirtschaftsförderung. Verlag Dr. Otto Schmidt, Köln 2013. ISBN 978-3-504-40044-6.
- mit Paul Klemmer: Einbeziehung von Umweltindikatoren in die Regionalpolitik. Duncker & Humblot, Berlin 2019. ISBN 978-3-428-46940-6.